# Правосудие в России
Правосу́дие (юстиция) — вид правоохранительной и правоприменительной государственной деятельности, в результате которой реализуется (проявляется) судебная власть.
Согласно Индексу верховенства права организации World Justice Project, на 2023 г. по качеству гражданского правосудия Россия занимает 78 место в мире из 142 (51 балл из 100) наряду с такими странами, как Иран и Кот-д'Ивуар. По качеству уголовного правосудия Россия занимает 127 место из 142 стран (29 баллов из 100) вместе с Габоном и Гвинеей.

## Определение
В теории права и в законодательстве правосудие нередко трактуется широко, и подразумевает всю сферу юстиции, включая процессуальную и исполнительную деятельность. Например, в уголовном праве России в понятии субинститута преступлений против правосудия термин правосудие охватывает как досудебную (дознание и предварительное следствие), так и судебную процессуальную деятельность, а также исполнение судебных решений. Это понимание правосудия в широком смысле.
Однако, например, Конституция России указывает, что правосудие в Российской Федерации осуществляется только судом (при этом, определения того, что такое «правосудие», она не содержит). Федеральный конституционный закон РФ «О судебной системе Российской Федерации» в части первой ст. 4 также подчёркивает:
Правосудие в Российской Федерации осуществляется только судами, учрежденными в соответствии с Конституцией РФ и настоящим Федеральным конституционным законом. Создание чрезвычайных судов и судов, не предусмотренных настоящим Федеральным конституционным законом, не допускается.
Поэтому в содержание понятия «правосудие» в законодательстве часто включается только судебная деятельность по рассмотрению и разрешению различных категорий дел. Это понимание правосудия в узком смысле.

## Признаки
1. Правосудие осуществляется только судом (специальными государственными органами в лице судей).
2. Судьи и присяжные заседатели обладают особым правовым статусом, обеспечивающим их независимость и самостоятельность при принятии решений.
3. Правосудие осуществляется путём рассмотрения гражданских, конституционных, уголовных, административных и арбитражных дел.
4. Правосудие реализуется через гражданское, конституционное, арбитражное, уголовное и административное судопроизводство.
5. Акты реализации правосудия носят общеобязательный характер;[источник не указан 1824 дня]

## Принципы правосудия
Принципы правосудия это самые общие руководящие начала, определяющие организацию и деятельность судебной власти.
1. Законность[4] — деятельность по реализации правосудия основана на соблюдении Конституции и законов.
2. Единство судебной системы[5][6] — судебная система оформляется в Конституции РФ, все федеральные и мировые судьи соблюдают установленные ФЗ правила судопроизводства, на всей территории РФ признаётся обязательность вступивших в законную силу судебных постановлений.
3. Единство статуса судей (закрепляется в Законе).
4. Равенство всех перед законом и судом[7].
5. Правосудие осуществляется только судом[2] — гражданские, арбитражные и уголовные дела рассматриваются единолично или коллегиально, а административные дела рассматриваются судьёй единолично
6. Охрана прав и свобод граждан при осуществлении правосудия[8].
7. Неприкосновенность личности — ограничение личной свободы возможно только по определённым основаниям.
8. Состязательность и равноправие сторон — дело инициируется не иначе как спорящими, доказательства представляют лишь субъекты спора, они наделены равными правами, ни одна из сторон не имеет преимущества перед судом.
9. Обеспечение права на получение квалифицированной юридической помощи[9].
10. Язык судопроизводства — уголовное и административное судопроизводство осуществляется только на русском языке или на языках республик в составе РФ, судопроизводство в Конституционном суде РФ, арбитражных и военных судах ведётся только на русском языке.
11. Обеспечение судебной защиты прав и свобод личности.
12. Участие граждан в осуществлении правосудия.
13. Презумпция невиновности (в уголовном судопроизводстве).

### Проблемы
Основными проблемами российского правосудия в постсоветский период являются зависимость судов от органов исполнительной власти, а судей — от руководителей судебных органов, преобладание обвинительного уклона при разрешении уголовных дел, волокита.

## Правосудие в Российской империи

### XIX век
Воплощение идей свободы, которое с 1789 года переживали европейские страны, порой в очень жестокой форме, в России потребовалось после крестьянской реформы 1861 года - реализации идеи свободы «сверху». За этим шагом логически должно было последовать создание цивилизационно-современного механизма обеспечения свободы: обновление суда.  
Важнейшим достижением российской правовой мысли XIX века в ходе Судебной реформы 1864 года стала независимость судьи и юридическое признание требования законности при отправлении правосудия: «Власть судебная отделяется от исполнительной, административной и законодательной» и принадлежит «мировым судьям, их съездам, судам окружным, судебным палатам и правительствующему сенату (в качестве верховного кассацонного суда». Это было сформулировано  в Основных положениях судоустройства. 
В этих положениях Пункт 12 части 1 («Обшие правила») раздела II «О судопроизводстве в судах общих» со ссылкой на статьи 9 и 10 Судебных уставов разъяснял: «Все судебные места обязаны решать дела по точному разуму существующих законов», что логически исключает диктат каких-либо иных интересов, кроме публичного, выраженного в норме закона языком права. 
Творцы судебной реформы 1864 года следовали логике Римского права: «Salus populi - suprema lex (Благо народа - высший закон)»; «Nemo est supra leges (Никто не находится выше законов)»; «Prudenter agit qui praecepto legis obtemperat (Тот поступает мудро, кто послушен велениям закона)». За первичным выражением принципа законности следует принцип независимого положения судьи, ибо «следуешь закону - остаёшься самостоятельным, независимым». 
Пункт 5 Общих правил выразил принципа независимости судебной власти: «Рассмотрение уголовныхъ делъ и постановление приговоров принадлежат судамъ без всякого участия властей административных».
Судебная реформа 1864 г. закрепила  независимость судей обеспечительными мерами кадрового свойства (формирование судейского корпуса), экономическими гарантиями (оклады), дисциплинарной ответственностью и несменяемостью судей.
Реформа российского гражданского процесса периода 1889-1891 гг.  имела как положительные, так и отрицательные последствия. Оптимизации судопроизводства пытались достичь увеличением числа упрощённых производств по гражданско-правовым спорам, границы гражданско-правовой ответственности судей и государства не были чётко обозначены. При этом отличающийся от европейского институт мировых судей показал свою эффективность.

## Правосудие в СССР
Российское правосудие возникло не на пустом месте. Его традиции и подходы коренятся в той самой системе, которая была создана советской властью. Но советское правосудие как таковое тоже не начиналось с чистого листа. Большевики в первый период (пункт 5 первого декрета «О суде») позволяли местным судам руководствоваться «законами свергнутых правительств лишь постольку, поскольку таковые не отменены революцией и не противоречат революционной совести и революционному правосознанию». Древолюционную судебную систему заменили новые выборные советские судебно-следственные органы, в том числе рабочие и крестьянские революционные трибуналы.

### Первые годы Советской власти
Основатель Советского государства В. И. Ульянов-Ленин писал:
Революционная диктатура пролетариата есть власть, завоеванная и поддерживаемая насилием пролетариата над буржуазией, власть, не связанная никакими законамиВ. И. Ленин. «Пролетарская революция и ренегат Каутский» ПСС, т. 37, с. 244
Тем не менее формирование системы правосудия началось сразу после Октябрьской революции: 22 ноября 1917 года был принят первый советский декрет о суде.
«Декретом о суде № 2» от 22 февраля (7 марта) 1918 г. была создана иерархия окружных судов как первой инстанции и областных как второй. Отменить решение народного суда мог Всероссийский центральный исполнительный комитет (ВЦИК).
В 1922 году были воссозданы прокуратура и адвокатура, причём первой был поручен контроль за соблюдением социалистической законности от имени государства и обеспечена независимость от местных властей.
Задача кодификации норм советского права была решена в основном в 1922—1923 годах — были приняты Гражданский (1922), Гражданско-процессуальный (1923), Земельный (1922), Уголовный (1922), Исправительно-трудовой (1924) кодексы, а также Кодекс законов о труде(1922).

### Сталинский период
Конституция СССР 1936 года предусматривала, что правосудие в СССР осуществляется судебными органами, разбирательство дел в судах ведётся открыто, обвиняемому предоставляется право на защиту, а судьи являются независимыми и подчиняются только закону. Эти принципы действительно находили выражение в практике в отношении гражданских и общеуголовных дел.
Однако по делам о политических преступлениях нормы правосудия зачастую грубо нарушались. Хотя в рассматриваемый исторический период у СССР было немало реальных врагов [уточнить]), с середины 1930-х годов получила отчётливое выражение тенденция к выявлению врагов (см. враг народа) и вредителей там, где их в действительности не было: антисоветской агитацией и пропагандой объявлялась любая критика существующих порядков, террористическими актами, диверсиями и вредительством — простая халатность и аварии на производстве, связанные с недостаточным уровнем технической подготовленности работников; агентами иностранных разведок объявлялись люди, которые не имели и не могли иметь к ним отношения.
При этом по соответствующим статьям УК (Ст. 58. УК РСФСР/СССР) осуждались большое количество граждан СССР. Всего с 1934 по 1953 год за контрреволюционные преступления в лагеря ГУЛАГ НКВД было заключено 6 миллионов 883 тысячи человек. Многие из этих лиц были осуждены специальными внесудебными органами: «тройками» и Особыми совещаниями, помимо органов суда и прокуратуры. Значительная часть позже была реабилитирована.
Органы прокуратуры принимали во многих из этих нарушений законности деятельное участие, хотя можно отметить и отдельные случаи обратного, нередко приводившие к применению репрессий уже в отношении самих прокуроров (например, И. А. Акулова).
Генерал армии, Герой Советского Союза, А. В. Горбатов, в конце 1930-х прошедший сталинские лагеря на Колыме, в своих воспоминаниях писал:

Невинно осужденных я видел много: на пересыльном пункте во Владивостоке, в Магадане и других местах. Большинство этих несчастных считали себя обреченными. Против своей воли они были вынуждены подписать протоколы допросов, где говорилось об их несуществующих преступлениях, и клеветать на других невинных людей. Товарищи искренне и тяжело переживали эту трагедию. В разговорах между собой они не скрывали своей подавленности и откровенно рассказывали о своем вынужденном поведении на следствии. Почти все, кто ставил подпись под протоколами допроса, шли на это после того, как перенесли физические и нравственные муки и больше вынести не могли; многие из них после безрезультатно пытались отречься от своих показаний, которые давали в надежде, что все разъяснится, когда дело дойдет до суда. Какой суд их ждал, это я знал по своему опыту, а ведь большинство не дождалось и такого суда — их приговаривали заочно «особые суды», «тройки»… И все-таки эти несчастные продолжали писать заявления, годами не получая ответа, они хотели исправить против воли сделанное ими зло и верили, что партия коммунистов искоренит преступников, прикрывающихся её именем, что народная, подлинно коммунистическая советская правда восторжествует.